# Chi Virginis
Chi Virginis (χ Vir) – gwiazda w gwiazdozbiorze Panny, należąca do typu widmowego K. Znajduje się około 294 lata świetlne od Słońca. Wokół gwiazdy krążą dwie znane planety.

## Układ planetarny
Wokół tego pomarańczowego olbrzyma krążą dwie planety, gazowe olbrzymy o masach większych niż masa Jowisza, odkryte w 2009 i 2015 roku.